# Leea glabra
Leea glabra är en vinväxtart som beskrevs av Chao Luang Li. Leea glabra ingår i släktet Leea och familjen vinväxter. Inga underarter finns listade i Catalogue of Life.